# Сосонка (обгінний пункт)

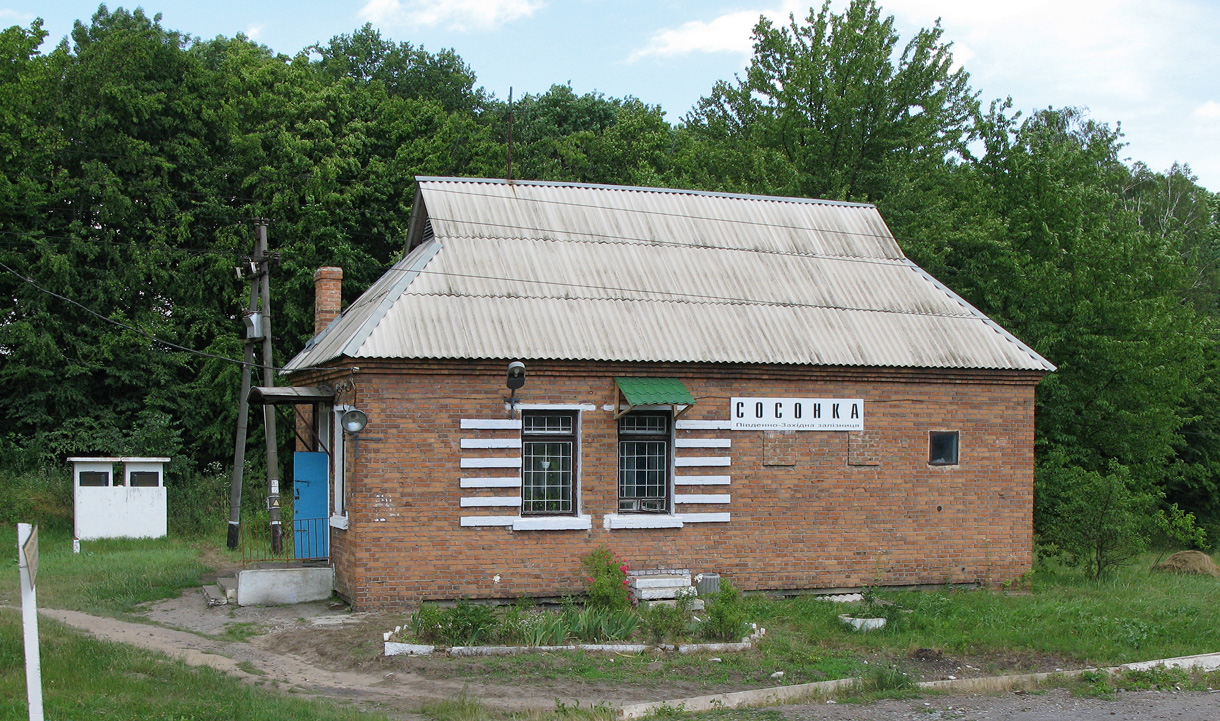
Пост ЕЦ.

Сосонка — обгінний пункт Південно-Західної залізниці (Україна).
Розташована на дільниці Козятин I — Вінниця між блокпостом Сальницький (відстань — 3 км) і зупинним пунктом Десенка (4 км). Відстань до ст. Козятин I — 50 км, до ст. Вінниця — 14 км.

## Історія
Відкрита 1879 року як блокпост Соснівка. У середині XX ст. перетворений на зупинний пункт. З кінця XX ст. — станція. У 2017 році станцію переведено у розряд обгінних пунктів. Є 3 колії та 2 берегові платформи.

## Транспорт
На станції зупиняються приміські електропоїзди Козятин — Вінниця — Жмеринка та регіональний поїзд №828 Жмеринка - Київ (в одному напрямку). Зупинка поїздів далекого прямування в розкладі руху на 2017/2018 років не передбачена.